# Galium muelleri
Galium muelleri là một loài thực vật có hoa trong họ Thiến thảo. Loài này được (K.Schum.) Dempster mô tả khoa học đầu tiên năm 1990.